# Ållebergsgymnasiet
Ållebergsgymnasiet, är namnet på gymnasieskolan i Falköping. På skolan går ca 1000 elever varje år. Skolan är belägen väster om Hollendergatan strax nord-ost om badhuset Odenbadet. På skolan kan man läsa de flesta nationella programmen. Några program på Ållebergsgymnasiet har riksintag såsom Guldsmedsprogrammet och Volleybollgymnasiet.

## Historia
Skolans namn var tidigare Falköpings Gymnasium och har varit belägen på olika ställen i Falköping. Sitt nuvarande namn fick skolan år 1987.
I början av 1970-talet delade gymnasiet och högstadiet lokaler i Kyrkerörsskolan, men till höstterminen 1974 stod nya lokaler för gymnasiet klara på östra sidan av Hollendergatan, alldeles intill Fredriksbergsskolan som låg på den västra sidan om Hollendergatan. De nya lokalerna fick nästan omgående kritik för dålig luft och fönster som ruttnade m.m. I början av 2000-talet beslutade kommunen att lägga ner Fredriksbergsskolan och istället låta Ållebergsgymnasiet även nyttja dessa lokaler. År 2009 hittades mögel i byggnaden från 1974 och kommunen bestämde sig för att riva den. En helt ny huvudbyggnad byggdes då upp på motsatta sidan av Hollendergatan och invigdes i början av 2013. Större delen av den gamla skolbyggnaden revs kort därpå.